# مقاطعة لورنس (بنسلفانيا)
مقاطعة لورنس (بالإنجليزية: Lawrence County, Pennsylvania)‏ هي إحدى مقاطعات ولاية بنسلفانيا في الولايات المتحدة. بلغ عدد سكانها 91108 نسمة في عام 2010 حسب إحصاء مكتب تعداد الولايات المتحدة.

## وصلات خارجية
- www.co.lawrence.pa.us